# Premio Nacional de Ensayo (España)
El Premio Nacional de Literatura en la modalidad de Ensayo es un premio literario de larga trayectoria que otorga anualmente el Ministerio de Cultura de España.
Premia al mejor ensayo de entre todas las obras de este género, escrito por un autor o autores españoles, en cualquiera de las lenguas españolas, entre todas las publicadas en España el año anterior, en su primera edición. Está dotado con € 20 000 euros.

## Galardonados
El Premio Nacional de Ensayo ha sido otorgado desde 1975, aunque con interrupciones en los años 1980:
- 1975 – José Antonio Ibáñez-Martín, por Hacia una formación humanística. Objetivos de la educación en la sociedad científico-tecnológica
- 1976 – Manuel Alvar, por Aragón, literatura y ser histórico
- 1977 – Rafael Montesinos, por Bécquer, biografía e imagen
- 1978 – Carlos Bousoño, por El irracionalismo poético (El símbolo)
- 1979 – Fernando Sánchez Dragó, por Gárgoris y Habidis
- 1980 – Andrés Amorós, por Introducción a la literatura
- 1981 – José Luis Abellán, por Historia crítica del pensamiento español: del Barroco a la Ilustración
- 1982 – Fernando Savater, por La tarea del héroe
- 1983 – Eugenio Trías, por Lo bello y lo siniestro
- 1984 – No se otorgó en esta edición
- 1985 – No se otorgó en esta edición
- 1986 – No se otorgó en esta edición
- 1987 – José Antonio Maravall, por La literatura picaresca desde la historia social
- 1988 – Gabriel Albiac, por La sinagoga vacía
- 1989 – José Luis Aranguren, por Ética de la felicidad y otros lenguajes
- 1990 – Agustín García Calvo, por Hablando de lo que habla
- 1991 – Martín de Riquer, por Aproximació al «Tirant lo Blanc»
- 1992 – Emilio Lledó, por El silencio de la escritura
- 1993 – José Antonio Marina, por Elogio y refutación del ingenio
- 1994 – Rafael Sánchez Ferlosio, por Vendrán más años malos y nos harán más ciegos
- 1995 – Gonzalo Santonja, por Un poeta español en Cuba: Manuel Altolaguirre
- 1996 – Luis González Seara, por El poder y la palabra
- 1997 – Alejandro Nieto García, por Los primeros pasos del Estado constitucional
- 1998 – Jon Juaristi, por El bucle melancólico
- 1999 – Claudio Guillén, por Múltiples moradas
- 2000 – Javier Echeverría Ezponda, por Los señores del aire: Telépolis y el Tercer Entorno
- 2001 – Ángel González García, por El resto: una historia invisible del arte contemporáneo
- 2002 – José Álvarez Junco, por Mater Dolorosa. La idea de España en el siglo XIX
- 2003 – Daniel Innerarity, por La transformación de la política
- 2004 – Javier Gomá, por Imitación y experiencia
- 2005 – José Luis Pardo, por La regla del juego
- 2006 – Celia Amorós, por La gran diferencia y sus pequeñas consecuencias... para las luchas de las mujeres
- 2007 – José María González García, por La diosa Fortuna. Metamorfosis de una metáfora política
- 2008 – Justo Beramendi González, por De provincia a nación. Historia do nacionalismo galego
- 2009 – Reyes Mate, por La herencia del olvido[4]
- 2010 – Anjel Lertxundi, por Eskarmentuaren paperak. Traducido al castellano como Vidas y otras dudas[5]
- 2011 – Joan Fontcuberta, por La cámara de Pandora: la fotografí@ después de la fotografía
- 2012 – Victoria Camps, por El Gobierno de las emociones[6]
- 2013 - Santiago Muñoz Machado, por Informe sobre España. Repensar el Estado o destruirlo[7]
- 2014 - Adela Cortina, por ¿Para qué sirve realmente la ética?[8][9]
- 2015 - José Manuel Sánchez Ron, por El mundo después de la revolución: la física de la segunda mitad del siglo XX[10][11]
- 2016 - Josep Maria Esquirol, por La resistencia íntima: ensayo de una filosofía de la proximidad[12]
- 2017 - Gonzalo Pontón, por La lucha por la desigualdad: una historia del mundo occidental en el siglo XVIII[2][13]
- 2018 - María Xesús Lama, por Rosalía de Castro. Cantos de independencia e liberdade[14]
- 2019 - Xosé Manuel Núñez Seixas, por Suspiros de España. El nacionalismo español 1808-2018[15]
- 2020 - Irene Vallejo, por El infinito en un junco[16]
- 2021 - Ramón Andrés, por Filosofía y consuelo de la música[17]
- 2022 - Joan-Carles Mèlich, por La fragilidad del mundo
- 2023 - Antonio Monegal, por Como el aire que respiramos: el sentido de la cultura.
- 2024 - Alfredo González-Ruibal, por Tierra arrasada: un viaje por la violencia del Paleolítico al siglo XXI.